# РДС-6с
50°26′16″ пн. ш. 77°48′51″ сх. д. / 50.437777777778° пн. ш. 77.814166666667° сх. д.
РДС-6с — перша радянська воднева бомба. Перша в світі воднева бомба, придатна до практичного військового застосування . Згідно зарубіжної класифікації її відносять не до водневих бомб, а до атомних бомб з бустерним посиленням. Очевидно, що ідея бустінга є найближчою родичкою ідеї листкового ядерного заряду з термоядерним посиленням. Так, наприклад, у Великій Британії обидва типи таких зарядів називалися бустированими ядерними зарядами, тільки в одному випадку — зарядами з бустируванням ядра, а в іншому випадку — зарядами з бустируванням темпера.
Розроблено групою вчених під керівництвом А. Д. Сахарова і Ю. Б. Харитона. Роботи зі створення бомби почалися в 1945 році. Випробувана на Семипалатинському полігоні 12 серпня 1953 року.

## Конструкція
РДС-6с - одноступенева «форсована» ядерна бомба імплозивного типу. Заявлена потужність 500 кт, при випробуваннях була отримана потужність 400 кт  ? ККД - 15-20%. В загальному виділенні енергії на частку синтезу довелося 15-20%.
Хоч РДС-6с і була заявлена як перша в світі воднева бомба, придатна до практичного військового застосування, вона містила значну кількість тритію, і тому вартість заряду була дуже велика, а сам він мав порівняно обмежену живучість за терміном придатності (близько півроку), внаслідок чого можливість її використання в ядерному арсеналі СРСР була практично виключена. Для однієї бомби РДС-6с було потрібно 1200 г тритію. Для отримання такої кількості ізотопу був потрібен майже рік роботи комплексу ядерного реактора «АІ» з плановим річним обсягом виробництва 1500 г тритію, і дорогі роботи комбінату 817 по виділенню тритію з опромінених блоків. Тому в подальшому бомба була модернізована, в її заряді замість дуже дорогого, важкодоступного і схильного до радіоактивного розпаду тритію був використаний стабільний дейтерид літію-6. Потужність вибуху створеної таким чином РДС-27 склала 250 кт (6 листопада 1955 року).
Варіант конструкції в СРСР запропонував А. Д. Сахаров, як гетерогенну конструкцію чергуванням шарів легкої речовини (дейтерій, тритій і їх хімічні сполуки) і важкого (238U), названу їм «слойкою». Подібні ідеї пропонувалися в США в 1946 році  Е. Теллером.
Для збільшення частки «згорілого» дейтерію Сахаров запропонував оточити дейтерій оболонкою зі звичайного природного урану, який повинен був уповільнити розліт, а головне - істотно підвищити концентрацію, щільність і температуру дейтерію. При температурі, що виникає після вибуху атомної бомби-запала, навколишня речовина виявляється практично повністю іонізованною. При цьому уранова оболонка, щільність якої в 12 разів більше щільності звичайної вибухівки, більш ніж в 10 разів підвищує концентрацію дейтерію, а отже, і підвищує швидкість термоядерної реакції. Такий спосіб збільшення термоядерної реакції в «слойці» співробітники Сахарова назвали «цукруванням» (рос. сахаризация). Зростання швидкості dd-реакції призводить до помітного утворення тритію, який тут же вступає в термоядерну реакцію з дейтерієм, з перетином, в 100 разів перевищує перетин dd-реакції, і в 5 разів більшим виділенням енергії. Під дією швидких нейтронів, що з'являються в dt-реакції, ядра уранової оболонки добре діляться і істотно збільшують потужність вибуху. Саме тому в якості оболонки був обраний природний уран, а не будь-яка інша важка речовина (наприклад, свинець).
Ядро герметичне, сферично симетричне, в центрі невеликий заряд ділення (імовірно виконаний за схемою з каскадуванням), безпосередньо до нього примикають півкулі збройового урану, далі плитки литого дейтериду-трітіда літію-6, далі природний уран. Точні масо-габаритні дані і склад матеріалів ядра будуть секретні весь час дії договорів про нерозповсюдження ядерної зброї, тобто, імовірно, завжди.
Спочатку термоядерним (або, за закордонними класифікаціями, бустированним ядерним) зарядом типу РДС-6с передбачалося оснастити МБР Р-7. При цьому було необхідно виключити застосування в цьому заряді дейтериду-тритіда літію через дефіцитність тритію і істотне погіршення експлуатаційних характеристик заряду в разі використання тритію. Також було необхідно збільшити енерговиділення заряду.
Оцінки показали, що заряд типу РДС-6с з необхідною потужністю матиме надмірно великі габарити і масу. Тому було прийнято рішення досліджувати можливість збільшення потужності заряду РДС-6с в його безтритієвому варіанті за рахунок застосування значної маси матеріалів, що діляться. Цьому заряду було присвоєно позначення РДС-6сД.
Рітус В. І. пише , що після успішного випробування РДС-6с А. Д. Сахаров заради підвищення втричі концентрації іонізаційно стисненого дейтерію запропонував використовувати замість Li6D газоподібний молекулярний дейтерій D2, стиснений до 150 атмосфер. В шарі газоподібного дейтерію передбачалося помістити дрібні шматочки або тонкі пластинки з літію-6, щоб при опроміненні нейтронами при вибуху запала отримувати тритій. Ядра тритію завдяки великому пробігу будуть вилітати з тонких шматків літію-6 і, потрапляючи в атмосферу нагрітого дейтерію, будуть вступати з ним в термоядерну реакцію (див. Документ №40 в  )). Цей запропонований А. Д. Сахаровим варіант "виробу" під ім'ям РДС-6сД був схвалений Радою Міністрів для розробки і випробування в 1954 р Постанова уряду СРСР, як писав А. Д. Сахаров в своїх «Спогадах», "зобов'язувало ракетників розробити під цей заряд міжконтинентальну балістичну ракету ". Однак проведені детальні розрахунки показали, що енерговиділення декількох різних запропонованих варіантів РДС-6сД виявилося нижчим за очікуване. "Екзотичний" виріб не виправдав надій і після численних і драматичних обговорень з високим начальством (В. А. Малишев, Б. Л. Ванников, А. П. Завенягин, І. В. Курчатов) плани його розробки були скасовані. В ході розробки поступово ставало ясним, що на шляху використання фізичної схеми заряду РДС-6с не може бути вирішена проблема створення високоефективного термоядерного заряду необхідної потужності.
Рітус В. І. пише , що тритій використовувався не тільки в першому, але і в другому легкому шарі, за рахунок чого вдалося досягти виділення енергії більше, ніж розраховували.

## Розробка
З 1942 року І. В. Курчатов отримував розвідувальну інформацію про дослідження в США можливості створення «супербомби».
З радянських вчених Я. І. Френкель першим звернув увагу на те, що «видається цікавим використовувати високі - мільярдні - температури, що розвиваються під час вибуху атомної бомби, для проведення синтетичних реакцій (наприклад, утворення гелію з водню), які є джерелом енергії зірок і які могли б ще більше підвищити енергію, що звільняється при вибуху основної речовини ». У 1945 році він виклав цю ідею в доповідній записці на ім'я Курчатова.
Курчатов доручив Ю. Б. Харитону спільно з І. І. Гуревичем, Я. Б. Зельдовичем і І. Я. Померанчуком розглянути питання про можливість звільнення енергії легких елементів. Свої міркування з даної проблеми вони доповіли 17 грудня 1945 року на засіданні Технічної ради Спеціального комітету при РНК СРСР. Доповідачем був Я. Б. Зельдович. У його доповіді підтверджувалася принципова можливість порушення ядерної детонації в циліндрі з дейтерієм.
28 вересня 1947 року в Лондоні К. Фукс повідомив радянському розвіднику А. С. Феклісову про те, що в США активно працюють над створенням водневої бомби і описав деякі конструкційні особливості цієї бомби і принципу її роботи. 13 березня 1948 року відбулася друга зустріч К. Фукса з А. С. Феклісовим, на якій К. Фукс передав експериментальні дані, які містили дуже важливу інформацію про величину перетинів деяких ядерних реакцій, необхідну для попередньої оцінки можливості термоядерної детонації. 20 квітня 1948 року керівництво МГБ СРСР направило російський переклад матеріалів К. Фукса Й. В. Сталіну, В. М. Молотову, Л. П. Берії.
10 червня 1948 року була прийнята постанова Ради міністрів СРСР № 1989-733 «Про доповнення плану роботи КБ-11», в якому ставилося завдання перевірити можливість створення водневої бомби, якій був привласнений індекс РДС-6. В цей же день було прийнято і постанову СМ СРСР № 1990-774, що пропонує створити спеціальну теоретичну групу під керівництвом члена-кореспондента АН СРСР І. Е. Тамма.
А. Д. Сахаров що входив до групи І. Е. Тамма  у вересні-жовтні 1948 року задумався над альтернативним рішенням проблеми і почав розглядати можливість здійснення комбінованої бомби, в якій дейтерій використовується в суміші з ураном-238 у вигляді чергованих шарів. Ця схема отримала назву «слойка». Після цього розробка бомби пішла за двома напрямками: «слойка» (РДС-6с), що мала на увазі атомний заряд, оточений кількома шарами легких і важких елементів, і «труба» (РДС-6т), в якій плутонієва бомба занурювалася в рідкий дейтерій. США розробляли схожі схеми. Наприклад, схема «Alarm clock», яка була висунута Едвардом Теллером, була аналогом «сахаровської» слойки, але вона ніколи не була реалізована на практиці. А ось схема «Труба», над якою так довго працювали вчені, виявилася тупиковою ідеєю. Після випробування першої радянської атомної бомби РДС-1 основні зусилля сконцентрувалися на варіанті «Слойка»  .
У 1949 році, після успішного випробування першої радянської атомної бомби, американці форсували програму нарощування своїх стратегічних ядерних сил . 31 січня 1950 року президент США Г. Трумен виступив із заявою, проголосивши, що він дав вказівку «... продовжити роботу над усіма видами атомної зброї, включаючи так звану водневу або надбомбу».
Розробка термоядерної зброї ставала все більш пріоритетною для Радянського Союзу. 26 лютого 1950 року Рада міністрів СРСР прийняла постанову № 827-303 «Про роботи по створенню РДС-6», якою було встановлено термін виготовлення першого примірника виробу РДС-6с - 1954 рік. Науковим керівником розробки був призначений Ю. Б. Харитон, а його заступниками - І. Е. Тамм і Я. Б. Зельдович.
Навесні 1950 року фізики-ядерники - І. Тамм, А. Сахаров та Ю. Романов переїхали на «об'єкт» в КБ-11 (Саров), де почали інтенсивну роботу над створенням водневої бомби.
Державна комісія під головуванням І. В. Курчатова, провівши аналіз результатів генеральної репетиції і доповівши свої міркування уряду, ухвалила рішення провести випробування першої водневої бомби 12 серпня 1953 року о 7 годині 30 хвилин за місцевим часом.

## Випробування

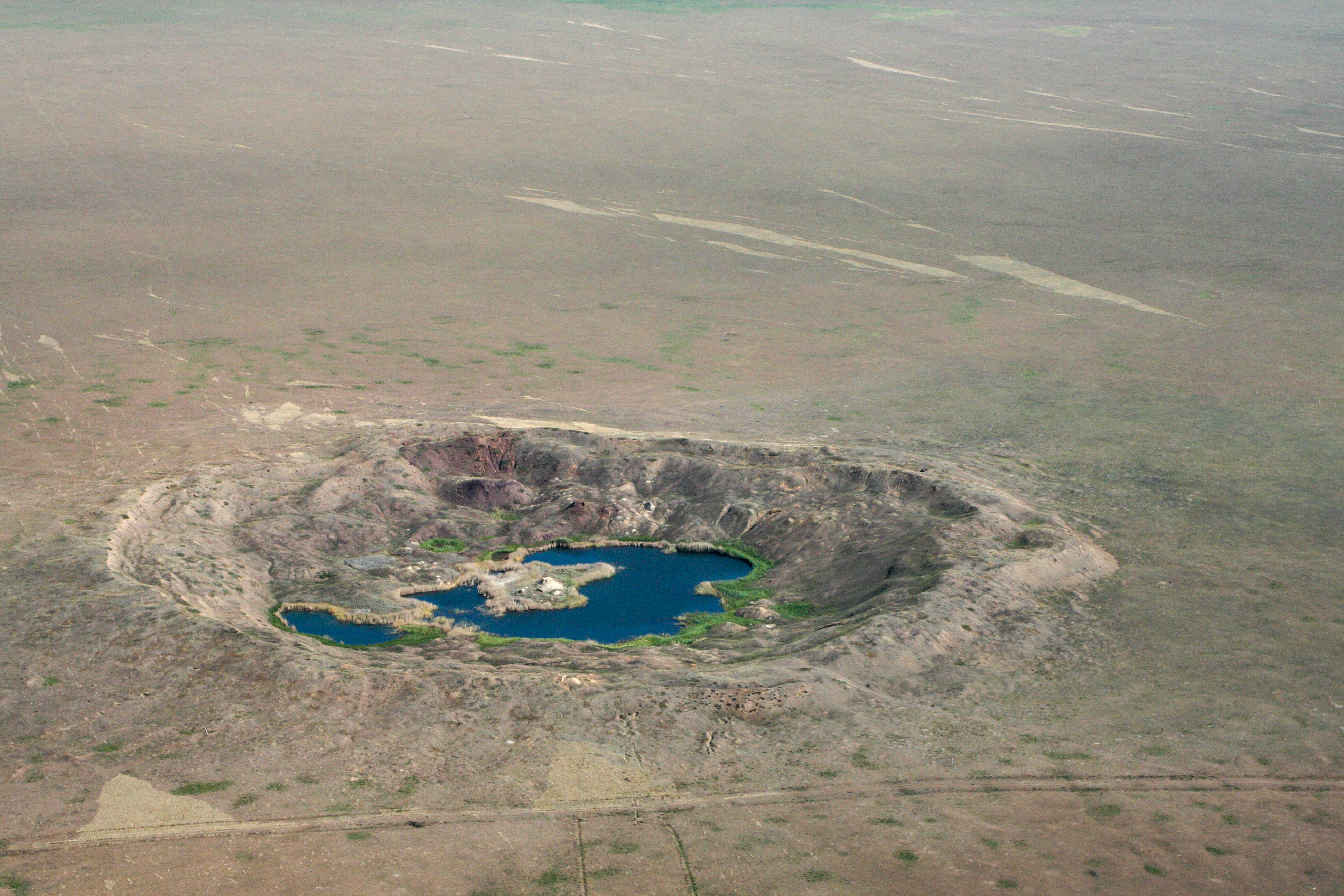
Воронка від вибуху РДС-6с

Операцію по збірці заряду проводили Н. Л. Духов, Д. А. Фішман, Н. А. Терлецький під керівництвом Ю. Б. Харитона і в присутності І. В. Курчатова. Підготовка системи автоматики здійснювалася В. І. Жучіхіним і Г. А. Цирковим . У роботах брали участь А. Д. Захаренков і Е. А. Нєгін . Спорядження заряду капсулами-детонаторами після підйому його на вежу здійснювали А. Д. Захаренков та Г. П. Ломінський під керівництвом К. І. Щолкіна і в присутності А. П. Завенягіна.
На Семипалатинському полігоні тим часом йшла інтенсивна підготовка дослідної ділянки, на якій розташовувалися різні споруди, апаратура реєстрації, військова техніка та інші об'єкти. Було підготовлено:
- 1300 вимірювальних, реєструвальних і кінознімальних приладів;
- 1700 різних індикаторів;
- 16 літаків;
- 7 танків;
- 17 гармат і мінометів.

В цілому на полі було 190 різних споруд. У цьому випробуванні вперше були застосовані вакуумні заборники радіохімічних проб, що автоматично відкривалися під дією ударної хвилі. Всього до випробувань РДС-6с було підготовлено 500 різних вимірювальних, реєструвальних і кінознімальних приладів, встановлених в підземних казематах і міцних наземних спорудах. Авіаційно-технічне забезпечення випробувань - вимірювання тиску ударної хвилі на літак, що знаходиться в повітрі в момент вибуху виробу, забір проб повітря з радіоактивної хмари, аерофотознімання району та інше - здійснювалося спеціальною льотною частиною. Підрив бомби здійснювався дистанційно, подачею сигналу з пульта, який знаходився в бункері.
Було вирішено провести вибух на сталевий вежі висотою 40 м, заряд був розташований на висоті 30 м. Радіоактивний грунт від минулих випробувань був видалений на безпечну відстань, спеціальні споруди були відбудовані на своїх же місцях на старих фундаментах, в 5 м від башти був споруджений бункер для установки розробленої в ІХФ АН СРСР апаратури, яка реєструє термоядерні процеси.
Сигнал на підрив був поданий о 7:30 ранку 12 серпня 1953 року. Горизонт осяяв найяскравіший спалах, який сліпив очі навіть через темні окуляри. Потужність вибуху склала 400 кт, що в 20 разів перевищило енерговиділення першої атомної бомби. Радянський фізик Ю. Харитон, проаналізувавши випробування, заявив, що на частку синтезу припадає близько 15-20%, інша енергія виділилася за рахунок розщеплення U-238 швидкими нейтронами. В бомбі РДС-6с вперше було використано «сухе» термоядерне пальне, що було серйозним технологічним проривом.
За результатами випробувань в радіусі 4 км цегляні будівлі були повністю зруйновані, на відстані 1 км залізничний міст зі 100-тонними прольотами був відкинутий на 200 м.
Рівень радіації в хмарі на висоті 3000 м після 20 хвилин: 5,4 Р/год, на висоті 4000-5000 м після 1 години 04 хвилин: 9 Р/год, на висоті 8000 м після 33 хвилин: 360 Р/г, на висоті 10000 м після 45 хвилин: 144 Р/г, довжина смуги забруднення з дозою понад 1Р після 30 хвилин становила 400 км, ширина 40-60 км, на наступний день смуга довжиною 480 км, шириною 60 км мала 0,01 Р / ч. Радіоактивна хмара через 3 години після вибуху, розмірами 100 на 200 км, розділилася на 3 частини, перша рухалася в напрямку до озера Байкал, тут доза радіації не перевищувала 0,5 Р, середня частина пішла в напрямку Омська, максимальна доза становила не більше 0, 2 Р, найнижча частина хмари пішла по малому колу навколо Алтайського краю в напрямку Омська, Караганди і так далі. Максимальна доза в даному випадку не перевищувала 0,01 Р.

## Значення
Випробування РДС-6с показало, що СРСР вперше в світі створив компактний (бомба умістилася в бомбардувальник Ту-16) термоядерний виріб величезної руйнівної потужності. На той час США «мали в наявності» випробування термоядерного пристрою розміром з триповерховий будинок. Радянський Союз заявив, що теж володіє термоядерною зброєю, але на відміну від Сполучених Штатів, їх бомба повністю готова і може бути доставлена стратегічним бомбардувальником на територію противника. Американські експерти оспорювали цю заяву, грунтуючись на тому, що радянська бомба не була «правильною», бо сконструйована не по схемі радіаційної імплозії (схема «Теллера - Улама»). Однак до 1954 року в арсеналі у США не було транспортабельних термоядерних бомб.
Після успішного випробування багато конструкторів, дослідників і виробничників були нагороджені орденами і медалями. Головний ідеолог першої водневої бомби, А. Д. Сахаров, відразу став академіком АН СРСР. Йому було присвоєно звання Героя Соціалістичної Праці і лауреата Сталінської премії. Звання Героя Соціалістичної Праці вдруге було присвоєно Ю. Б. Харитону, К. І. Щолкіну, Я. Б. Зельдовичу і Н. Л. Духову. Звання Героя Соціалістичної Праці також було присвоєно М. В. Келдишу, Який здійснював математичне забезпечення робіт зі створення водневої бомби.
Схема «Слойка», однак, не мала перспектив масштабування потужності вибуху понад мегатонни. Випробування «Айві Майк» в США в листопаді 1952 року довели, що потужність водневого вибуху, виробленого за певною схемою, може перевищити кілька мегатонн. 1 березня 1954 року під час випробувань «Кастл Браво» США провели вибух бомби, зібраної за двоступеневою схемою Теллера - Улама, і отримали потужність вибуху в 15 мегатонн. СРСР вдалося розгадати секрет схеми до 1954 року і провести випробування мегатонної бомби РДС-37, створеної за схемою Теллера - Улама, 22 листопада 1955 року на Семипалатинському випробувальному полігоні. Як і в РДС-6с, в якості термоядерного пального використовувався дейтерид літію-6.